# Sander Boschker
Sander Bernard Jozef Boschker (* 20. října 1970, Lichtenvoorde, Nizozemsko) je bývalý nizozemský fotbalový brankář, který ukončil kariéru v nizozemském klubu FC Twente. Jedenkrát ve své kariéře nastoupil za A-tým nizozemské reprezentace.

## Klubová kariéra
Boschker celou svou kariéru s výjimkou jedné sezóny odehrál v klubu FC Twente. Pouze v ročníku 2003/04 působil v Ajaxu Amsterdam, kde ale neodchytal ani jedno ligové utkání (přednost tehdy dostával mladý Maarten Stekelenburg, nová naděje z akademie Ajaxu). Ajax v této sezóně zrovna vyhrál Eredivisii. Po skončení sezóny se brankář vrátil do Twente.
S FC Twente Boschker vyhrál ligovou soutěž Eredivisie v sezóně 2009/10 a dvakrát nizozemský fotbalový pohár (2000/01 a 2010/11).

## Reprezentační kariéra
Po vítězné klubové sezóně 2009/10 jej nizozemský reprezentační trenér Bert van Marwijk nominoval na Mistrovství světa 2010 v Jihoafrické republice, kde Nizozemsko získalo stříbrné medaile po porážce 0:1 ve finále se Španělskem. Na samotném šampionátu neodchytal ani jedno utkání.
V nizozemském reprezentačním A-mužstvu debutoval v přátelském zápase proti Ghaně 1. června 2010 v Rotterdamu (přípravný zápas před světovým šampionátem), kde vystřídal v bráně o poločase Michela Vorma. Překonal jej pouze v 78. minutě Asamoah Gyan, Nizozemsko zvítězilo 4:1. Boschker se tímto stal historicky nejstarším debutantem v nizozemské seniorské reprezentaci – ve věku 39 let a 224 dní. Bylo to zároveň jeho jediné vystoupení v reprezentaci.